# Giovanni Mario Crescimbeni

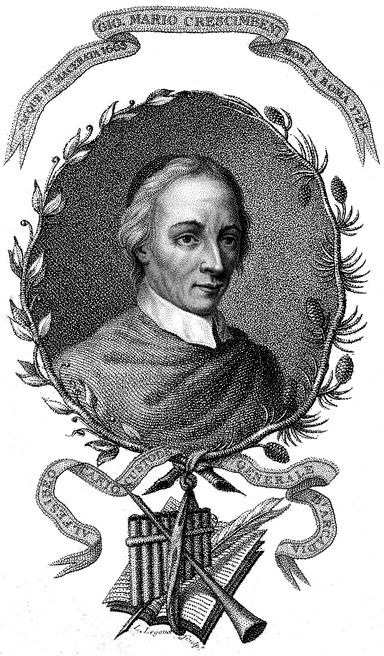
Giovanni Mario Crescimbeni

Giovanni Mario Crescimbeni (Macerata, 9 ottobre 1663 – Roma, 8 marzo 1728) è stato un poeta e critico letterario italiano, noto per essere stato fra i fondatori dell'Accademia dell'Arcadia (1690) di cui divenne custode generale.

## Nell'Arcadia
Dopo la fondazione prese lo pseudonimo di Alfesibeo Cario.
Divenne custode generale dopo l'allontanamento di Gian Vincenzo Gravina, l'altro fondatore dell'Accademia.
Gravina aveva in mente per l'accademia un progetto di rinnovamento culturale molto ambizioso, ma gli altri Arcadi preferirono la proposta più moderata dello stesso Crescimbeni che mirava a ripristinare il buon gusto letterario contro le degenerazioni barocche del secolo precedente.
Crescimbeni presentò come modello letterario Francesco Petrarca e s'impegnò a che l'Accademia diventasse un importante circolo di letterati e uomini colti in tutta Italia.
Fu tra i primi a tracciare (mediante anche la raccolta di testimonianze, documenti e fonti autorevoli) un profilo storico della poesia italiana.
Tra il 1693 e il 1694 Crescimbeni scrisse l'Elvio, pastorale tragica o «più tosto istoria velata di poesia». Le motivazioni alla base dell'opera sono da ricondursi alla diatriba scaturita tra i membri dell'Arcadia e, in particolare, all'insorgere dei primi scontri tra Gravina e Crescimbeni. Lo sviluppo della vicenda nella tragedia è allegorico: i personaggi che la animano trovano i corrispettivi nell'Accademia.
Il protagonista è il pastore Elvio, alter ego dell'autore e personificazione dell'Ingegno. Lucrina, la Poesia, è innamorata del pastore e da lui corrisposta ed è la figlia di Opico Erimanteo, ovvero Gian Vincenzo Gravina. Rivale della Poesia è Mirzia, figlia di Uranio Tegeo (Vincenzo Leonio).
L'opera è introdotta da un Prologo pronunciato da Fedeltà, personaggio che racconta di aver perso la propria condizione di divinità a causa dell'invidia dei nemici e costretto a vagare in cerca di un ricovero, che trova presso i pastori. Qui si unisce ad Amore, ma Gelosia giunge a turbare la pace con l'intento di separare Elvio e Lucrina (Ingegno e Poesia). Lo screzio tra i due scaturisce dalla decisione del pastore di difendere la vergine Mirzia dal mostro dell'Ignoranza cui è destinata ad essere sacrificata.
Nel 1697 alcuni accademici dell'Arcadia si accordarono per la pubblicazione di un'edizione commentata dei sonetti di Angelo di Costanzo; il progetto venne presto abbandonato, ma Crescimbeni decise di comporre comunque l'opera, che intitolò Bellezza della volgar poesia. Scelse la forma dialogica: il testo è composto da otto dialoghi che, prendendo spunto dai componimenti di Costanzo, esprimono i principi estetici generali alla base dell'Accademia dell'Arcadia.

## Opere
- L'Elvio favola pastorale d'Alfesibeo Cario pastore, e custode d'Arcadia. Alla gentiliss. e valorosiss. pastorella arcade Amaranta Eleusina, 1695
- Rime di Alfesibeo Cario custode d'Arcadia. Col catalogo, e chiaue de' pastori Arcadi nominati in questa, e in altre opere dell'istesso autore, 1695
- Vita di Monsignor Gabbriello Filippucci Maceratese, scritta da Giouan Mario Crescimbeni, 1698
- Istoria della volgar poesia, 1698
- La bellezza della volgar poesia, 1700, 17122
- Comentarj intorno alla sua Istoria della volgar poesia, 1702-1711
- Le Vite degli Arcadi illustri scritte da diversi autori, pubblicate d'ordine della Generale Adunanza da Giovan Mario Crescimbeni, 1708-1727
- L'Arcadia del canonico Gio. Mario Crescimbeni custode della medesima Arcadia, di nuovo ampliata, e pubblicata d'ordine della Generale Adunanza degli Arcadi, colla giunta del Catalogo de' medesimi, 1711
- L'istoria della chiesa di S. Giovanni avanti Porta Latina, titolo cardinalizio, scritta da Gio. Mario Crescimbeni Canonico di S. Maria in Cosmedin, 1716
- Notizie istoriche degli Arcadi morti, 1720-1721
- L'istoria della basilica di s. Anastasia titolo cardinalizio, scritta da Gio. Mario Crescimbeni arciprete di s. Maria in Cosmedin, e custode generale d'Arcadia, 1722
- Notizie istoriche della sacra immagine della beatissima Vergine. Titolare della basilica di S. Maria in Cosmedin di Roma, estratte per maggior comodo de' divoti dall'Istoria, e dallo Stato di essa basilica di Gio. Mario Crescimbeni arciprete della medesima. All'eminentissimo ... cardinale Alessandro Albani, 1722
- Poesie d'Alessandro Guidi non più raccolte con la sua vita novamente scritta dal signor canonico Crescimbeni e con due ragionamenti di Vincenzo Gravina non più divulgati, 1726
- Serie cronologica dei cardinali diaconi dei prelati vicarii degli arcipreti e canonici e di altri componenti il capitolo della persigne basilica di Santa Maria in Cosmedin